# São José da Varginha
São José da Varginha es un municipio brasilero del estado de Minas Gerais. Su población estimada en 2004 era de 3.499 habitantes.